# Graphium epaminondas
Espèce
Statut de conservation UICN

 VU  : Vulnérable
Graphium epaminondas ou Porte-épée des Andamans est une espèce de lépidoptères de la famille des Papilionidae, à la sous-famille des Papilioninae et au genre Graphium. L'espèce est endémique des îles Andaman.

## Description de l'imago
Graphium epaminondas est un grand papillon noir, blanc et orange.

## Répartition et habitat
Graphium epaminondas est endémique des îles Andaman, situées dans l'océan indien. L'espèce vit dans les forêts tropicales humides de l'archipel.

## Systématique
Cette espèce a été décrite pour la première fois par Charles Oberthür en 1879, dans Études d'entomologie, sous le nom Papilio epaminondas.